# Miłosna obsesja (film 2002)
Miłosna obsesja (ang. Obssesed) – amerykański film telewizyjny z 2002 roku.

## Treść
Młoda kobieta, Ellena Roberts, zostaje oskarżona przez znanego lekarza, Davida Stillmana, o napastowanie jego i jego rodziny. Jej obrony podejmuje się prawniczka Sara Miller. Ellena utrzymuje, że została wykorzystana przez doktora, z którym miała romans i który obiecywał, że się dla niej rozwiedzie. Z kolei doktor twierdzi, że nie było romansu i że to ona go nękała listami i telefonami oraz nachodziła. Sara początkowo wierzy swojej klientce, ale potem pojawiają się wątpliwości.

## Obsada
- Jenna Elfman - Ellena Roberts
- Sam Robards - David Stillman
- Lisa Edelstein - Charlotte
- Jane Wheeler - Claire
- Giancarlo Caltabiano - Ozzy
- Charles Edwin Powell - Peter Miller
- Mark Camacho - Sam Cavallo
- Kate Burton - Sara Miller